# Região Metropolitana do São Francisco
A Região Metropolitana São Francisco é uma região metropolitana no estado de Alagoas, instituída pela Lei Complementar Estadual nº 33, de 11 de maio de 2012, que compreende os municípios de Feliz Deserto, Igreja Mova, Penedo, Piaçabuçu e Porto Real do Colégio.